# 灰木蚜
灰木蚜（学名：Toxoptera hsui）为常蚜科桔蚜屬下的一个种。